# Valentina Lodovini
Valentina Lodovini Pecorari (Umbertide, 14 de mayo de 1978) es una actriz italiana.

## Vida y carrera
Lodovini nació en Umbertide y creció en Sansepolcro y es hija de Italiana Pecorari y Lodovico Lodovini. Asistió a la Escuela de Artes Dramáticas en Perugia, entonces se trasladaron a Roma para continuar sus estudios en el Centro Experimental de Cine Después de algunos papeles secundarios, Lodovini apareció en 2007 en la película de Carlo Mazzacurati La giusta distanza, y fue nominada a un David di Donatello por la Mejor Actriz Protagónica.
En 2011 Lodovini ganó el David di Donatello para Mejor Actriz de Reparto para el personaje de Maria en Bienvenidos al Sud. Lodovini repetiria ese papel en la secuela de esa película, Bienvenidos al Norte

## Filmografía
- Ovunque sei, de Michele Placido (2004)
- Il mistero de Lovecraft - Rad to L, de Federico Greco y Roberto Leggio (2005)
- A casa nostra, de Francesca Comencini (2006)
- L'amico di famiglia, de Paolo Sorrentino (2006)
- Ieri, de Luca Scivoletto (cortometraje) (2006)
- La giusta distanza, de Carlo Mazzacurati (2007)
- Pornorama, de Marc Rothemund (2007)
- Il passato è una terra straniera, de Daniele Vicari (2008)
- Riprendimi, de Anna Negri (2008)
- Soundtrack, de Francesco Marra (2008)
- Fortapàsc, de Maco Risi (2009)
- Generazione 1000 euro, de Massimo Venier (2009)
- Lacrime, de Fabrizio Ancillai (cortometraje) (2009)
- Corporate, de Valentina Vertuzzi (2009)
- Benvenuti al Sud, de Luca Miniero (2010)
- La donna della mia vita, de Luca Lucini (2010)
- Cose dell'altro mondo, de Francesco Patierno (2011)
- Benvenuti al Nord, de Luca Miniero (2011)
- Passione Sinistra, de Marco Ponti (2013)
- I milionari, de Alessandro Piva (2013)
- Il sud è niente, de Fabio Mollo (2013)
- Una donna per amica, de Giovanni Veronesi (2014)
- El inventor de juegos, de Juan Pablo Buscarini (2014)
- Buoni a nulla, de Gianni Di Gregorio (2014)
- Tre Tocchi, de Marco Risi (2014)
- Ma che bella sorpresa, de Alessandro Genovesi (2015)
- La linea gialla, de Francesco Conversano y Nene Grignaffini (2015)

## Televisión
- La moglie cinese, de Antonio Luigi Grimaldi - Miniserie de televisión (2006)
- 48 ore - Serie de televisión (2006)
- Donna Roma, de J. Schaeuffelen (2006)
- Io e mamma, de Andrea barzini - Miniserie de televisión (2007)
- Coco Chanel, de Christian Duguay - Miniserie de televisión (2008)
- L'ispettore Coliandro - Serie de televisión, episodio 2x04 (2009)
- Boris - Serie de televisión, episodio 3x03 (2010)
- Gli ultimi del Paraiso, de Luciano Manuzzi - Miniserie de televisión (2010)
- Il segreto dell'acqua, de Renato de Maria - Miniserie de televisión (2011)
- Un Natale con i Fiocchi, de Giambattista Avellino - Película de televisión (2012)
- Il commissario Montalbano - Serie de televisión (2017)

## Videoclips
- I giorni migliori de Tiromancino (2002)
- Gli spietati de Baustelle (2010)
- Colpisci de Neffa (2015)

## Reconocimientos
- Premio L'Oréal Paris al mejor maquillaje por La giusta distanza, Festival de Cine de Roma 2007
- Nominación por la mejor actriz protagonista en La giusta distanza, David de Donatello 2008
- Nominación por la mejor actriz de reparto en Riprendimi, Ciak de oro 2008

- Nominación por la mejor actriz de reparto en Generazione mille euro y Il passato è una terra straniera, Nastro d'argento
- Nominación por la mejor actriz de reparto en Fortapàsc, Ciak de oro 2009
- Premio Ciak de oro por la revelación del año
- Nominación por la mejor actriz de reparto por Benvenuti al Sud, David de Donatello 2011
- Nominación por la mejor actriz de reparto en Benvenuti al Sud, Nastro d'argento 2011
- Nominación por la mejor actriz de reparto en Benvenuti al Sud, Ciak de oro 2011